# Leipziger 100-km-Lauf
Der Leipziger 100-km-Lauf, auch als „Leipziger 100 km Lauf am Auensee“ bezeichnet, ist ein Ultramarathon, der seit 1990 im August in Leipzig stattfindet. Er wird vom Laufclub Auensee e. V. Leipzig ausgerichtet. Zur Veranstaltung gehört auch ein Volks- und Straßenlauf über 50 km.

## Strecke
Beide Wettbewerbe werden auf einer nach den IAAF-Richtlinien mit dem Jones-Counter vermessenen 10-km-Rundkurs im Leipziger Auenwald ausgetragen.
Start und Ziel ist in Wahren im Stadion August-Bebel-Kampfbahn. 70 % der Strecke führen über befestigte Forst- und Parkwege, 30 % über Asphalt, die Strecke gilt offiziell als Straßenlauf und Bestenlisten-tauglich. Mit 15 Höhenmetern pro Runde ist der Kurs ausgesprochen flach, zudem ist er schattenreich.

## Geschichte
Von 1980 bis 1990 fand jährlich im April auf etwa derselben Strecke, aber nur über 4 Runden, der Auenseemarathon statt (als zweite Leipziger Marathonlauf-Serie neben dem seit 1977 bestehenden Leipzig-Marathon). Am 22. September 1990 fand zum ersten Mal „Leipziger 100 km Lauf am Auensee“ statt. Bis 1996 fand er jährlich im September statt, seitdem im August.
1997, 2005 und 2016 wurde die Deutsche Meisterschaft im 100-km-Straßenlauf im Rahmen des Leipziger 100-km-Laufs ausgetragen.
Am 13. April 2002 wurde die Strecke von der Deutschen Ultramarathon-Vereinigung (DUV) zur Austragung der Deutschen Meisterschaft im 50-km-Straßenlauf verwendet. Es siegten Gerhard Neubauer in 3:14:40 h und Simone Stöppler in 3:52:32h.

## Statistik

### Streckenrekorde
100 km
- Männer: 6:46:13 h, Rainer Müller (GER), 1997
- Frauen: 7:29:04 h, Nele Alder-Baerens (GER), 2016

50 km
- Männer: 2:59:03 h, Tamás Bódis (HUN), 2023
- Frauen: 3:32:11 h, Yvonne van Vlerken (NED), 2024

### Siegerliste

#### 100 km
Quelle: ARRS, DUV
| Datum         | Männer                  | Nation      | Zeit    | Frauen             | Nation      | Zeit     |
| ------------- | ----------------------- | ----------- | ------- | ------------------ | ----------- | -------- |
| 17. Aug. 2024 | Tobias Mieth -3-        | Deutschland | 8:57:39 | Theresa Döpping    | Deutschland | 09:54:26 |
| 19. Aug. 2023 | Tobias Mieth -2-        | Deutschland | 8:41:29 | Katrin Ochs        | Deutschland | 08:45:24 |
| 20. Aug. 2022 | Tobias Mieth            | Deutschland | 8:36:53 | Kathrin Kunze      | Deutschland | 09:59:11 |
| 21. Aug. 2021 | Julian Sinke            | Deutschland | 8:04:00 | Barbora Chumlenova | Tschechien  | 08:07:31 |
| 22. Aug. 2020 | Alexander Sellner       | Deutschland | 7:52:44 | Luise Wuttke       | Deutschland | 09:27:36 |
| 17. Aug. 2019 | Christian Jakob -3-     | Deutschland | 8:10:36 | Claudia Hanisch    | Deutschland | 09:55:00 |
| 18. Aug. 2018 | Marco Praße             | Deutschland | 8:02:49 | Aida Stahlhut      | Deutschland | 09:09:41 |
| 19. Aug. 2017 | Giovani Gonzalez Popoca | Deutschland | 7:02:44 | Tereza Zuzankova   | Tschechien  | 08:09:17 |
| 20. Aug. 2016 | André Collet            | Deutschland | 6:55:27 | Nele Alder-Baerens | Deutschland | 07:29:04 |
| 15. Aug. 2015 | Adam Zahoran            | Ungarn      | 7:28:28 | Nadja Koch         | Deutschland | 09:18:33 |
| 16. Aug. 2014 | Christian Jakob -2-     | Deutschland | 7:31:57 | Heike Bergmann     | Deutschland | 09:13:38 |
| 17. Aug. 2013 | Marco Bonfiglio         | Italien     | 7:19:19 | Natalia Gamm-Fuchs | Deutschland | 09:29:19 |
| 18. Aug. 2012 | Christian Jakob         | Deutschland | 7:48:05 | Marika Heinlein    | Deutschland | 09:44:55 |
| 13. Aug. 2011 | Hirofumi Oka -3-        | Japan       | 7:27:59 | Elke Musial        | Deutschland | 08:37:04 |
| 14. Aug. 2010 | Hirofumi Oka -2-        | Japan       | 7:19:19 | Antje Krause       | Deutschland | 08:17:54 |
| 15. Aug. 2009 | Hirofumi Oka            | Japan       | 7:43:21 | Annett Bahlcke     | Deutschland | 09:39:05 |
| 16. Aug. 2008 | Mario Pirotta           | Italien     | 7:48:30 | Britta Schulz -2-  | Deutschland | 08:51:02 |
| 18. Aug. 2007 | Karlheinz Wild          | Deutschland | 7:16:49 | Britta Schulz      | Deutschland | 09:13:59 |
| 12. Aug. 2006 | Jiří Krejčí             | Tschechien  | 7:42:43 | Nicole Bornhütter  | Deutschland | 09:00:07 |
| 13. Aug. 2005 | Michael Sommer          | Deutschland | 6:58:05 | Carmen Hildebrand  | Deutschland | 08:19:55 |
| 14. Aug. 2004 | Artur Kawecki           | Polen       | 7:00:52 | Jutta Kolenc       | Deutschland | 08:26:38 |
| 16. Aug. 2003 | Thomas König            | Deutschland | 7:35:48 | Anke Drescher -6-  | Deutschland | 08:52:21 |
| 21. Sep. 2002 | Hartmut Seele           | Deutschland | 7:45:49 | Anke Drescher -5-  | Deutschland | 08:43:40 |
| 25. Aug. 2001 | Gerhard Neubauer -2-    | Deutschland | 7:24:41 | Helga Backhaus     | Deutschland | 09:46:14 |
| 26. Aug. 2000 | Erhold Lorwin -2-       | Deutschland | 7:35:24 | Anke Drescher -4-  | Deutschland | 08:37:53 |
| 28. Aug. 1999 | Erhold Lorwin           | Deutschland | 7:20:11 | Anke Drescher -3-  | Deutschland | 08:15:37 |
| 29. Aug. 1998 | Gerhard Neubauer        | Deutschland | 7:07:34 | Anke Drescher -2-  | Deutschland | 08:17:52 |
| 16. Aug. 1997 | Rainer Müller           | Deutschland | 6:46:13 | Birgit Lennartz    | Deutschland | 07:57:03 |
| 7. Sep. 1996  | Karsten Sörensen -2-    | Deutschland | 7:21:32 | Anke Drescher      | Deutschland | 08:10:17 |
| 9. Sep. 1995  | Gerald Dudacy           | Deutschland | 7:42:22 | Bettina Wittpahl   | Deutschland | 10:28:58 |
| 10. Sep. 1994 | Karsten Sörensen        | Deutschland | 7:28:24 | Sigrid Eichner     | Deutschland | 10:04:59 |
| 11. Sep. 1993 | Dietmar Knies -2-       | Deutschland | 7:04:53 | Maria Schneider    | Deutschland | 08:56:48 |
| 12. Sep. 1992 | Udo Fechner             | Deutschland | 7:42:24 | Martina Butzek     | Deutschland | 10:09:44 |
| 14. Sep. 1991 | Dietmar Knies           | Deutschland | 7:16:31 | Bettina List       | Deutschland | 10:21:47 |
| 22. Sep. 1990 | Albert Buntenbroich     | Deutschland | 7:40:15 | Ingeborg Urbach    | Deutschland | 10:46:15 |

#### 50 km
Quelle: DUV
| Datum           | Männer               | Nation      | Zeit    | Frauen                       | Nation      | Zeit    |
| --------------- | -------------------- | ----------- | ------- | ---------------------------- | ----------- | ------- |
| 2024            | Mark Schäfer         | Deutschland | 3:41:06 | Yvonne van Vlerken           | Niederlande | 3:32:11 |
| 2023            | Tamás Bódis          | Ungarn      | 2:59:03 | Andrea Schadewell -2-        | Deutschland | 4:25:58 |
| 2022            | Carsten Weser        | Deutschland | 3:50:51 | Andrea Schadewell            | Deutschland | 4:25:55 |
| 2021            | Alexander Sellner    | Deutschland | 3:17:04 | Christine Fischer-Bedtke -2- | Deutschland | 3:45:11 |
| 2020            | Frank Merrbach       | Deutschland | 3:20:50 | Malin Pfäffle                | Deutschland | 3:47:03 |
| 2019            | Dirk Müller          | Deutschland | 3:34:08 | Sandra Otto -2-              | Deutschland | 4:09:29 |
| 2018            | Benjamin Köhler      | Deutschland | 3:20:40 | Christine Fischer            | Deutschland | 3:57:40 |
| 2017            | Gerrit Wegener       | Deutschland | 3:20:25 | Julia Jezek                  | Deutschland | 3:57:20 |
| 2016            | Frank Merrbach -2-   | Deutschland | 3:10:31 | Sandra Otto                  | Deutschland | 4:14:19 |
| 2015            | Michael Sommer       | Deutschland | 3:19:43 | Evelyn Franke                | Deutschland | 4:05:19 |
| 2014            | Frank Merrbach       | Deutschland | 3:39:55 | Pamela Veith -2-             | Deutschland | 4:00:06 |
| 2013            | Dirk Kiwus           | Deutschland | 3:26:56 | Pamela Veith                 | Deutschland | 3:47:02 |
| 2012            | Sven Eppelsheimer    | Deutschland | 3:34:31 | Simone Stöppler -7-          | Deutschland | 4:11:57 |
| 2011            | Ronald Gasch         | Deutschland | 3:33:15 | Gabriele Werthmüller         | Deutschland | 3:53:08 |
| 2010            | Ronald Speer         | Deutschland | 3:36:55 | Manuela Röder                | Deutschland | 3:54:17 |
| 2009            | Jörg Giebel -3-      | Deutschland | 3:16:00 | Simone Stöppler -6-          | Deutschland | 4:00:51 |
| 2008            | Jörg Giebel -2-      | Deutschland | 3:17:19 | Simone Stöppler -5-          | Deutschland | 3:46:46 |
| 2007            | Jörg Giebel          | Deutschland | 3:26:24 | Nicole Bornhütter            | Deutschland | 3:56:51 |
| 2006            | Sven Kersten         | Deutschland | 3:21:40 | Simone Stöppler -4-          | Deutschland | 3:52:10 |
| 2005            | Michael Becker       | Deutschland | 3:27:10 | Simone Stöppler -3-          | Deutschland | 4:00:39 |
| 2004            | Jörg Matthe          | Deutschland | 3:25:43 | Simone Stöppler -2-          | Deutschland | 4:01:04 |
| 2003            | Hartmut Seele        | Deutschland | 3:26:43 | Maria-Luisa Costetti         | Italien     | 3:51:54 |
| 21. Sep. 2002   | Bernd Zander         | Deutschland | 3:52:44 | Petra Hasenstab              | Deutschland | 4:51:01 |
| 13. Apr. 2002 * | Gerhard Neubauer     | Deutschland | 3:14:40 | Simone Stöppler              | Deutschland | 3:52:32 |
| 2001            | Anton Kopiev         | Deutschland | 3:25:13 | Ulrike Karthe                | Deutschland | 4:45:47 |
| 2000            | Ulrich Grallath      | Deutschland | 3:22:04 | Karin Albrecht -2-           | Deutschland | 4:24:52 |
| 1999            | Frank Stockmann      | Deutschland | 3:39:22 | Karin Albrecht               | Deutschland | 4:39:54 |
| 1998            | Matthias Schodrowski | Deutschland | 3:32:52 | Gabriele Leythäuser          | Deutschland | 4:22:08 |
| 1997            | Hans-Leo Moitroux    | Deutschland | 3:34:58 | Heike Amft -2-               | Deutschland | 4:31:18 |
| 1996            | Siegfried Seitz      | Deutschland | 3:15:11 | Heike Amft                   | Deutschland | 4:20:31 |